# Claude Shannon
Claude Elwood Shannon (30 tháng 4 năm 1916 - 24 tháng 2 năm 2001) là nhà toán học, kĩ sư điện tử, và mật mã học người Mỹ, được biết đến là "cha đẻ của lý thuyết thông tin".
Shannon nổi tiếng nhất vì đã xây dựng nên lý thuyết thông tin với bài báo năm 1948. Tuy nhiên ông cũng là người đưa ra lý thuyết thiết kế máy tính số và mạch số năm 1937, khi đang là một sinh viên cao học 21 tuổi tại MIT, ông đã viết luận án chứng minh rằng ứng dụng điện tử của đại số Boole có thể xây dựng và giải quyết bất kì quan hệ số hay logic nào. Có người coi nó là luận án cao học quan trọng nhất của mọi thời đại. Shannon cũng đóng góp cho ngành phân tích mật mã trong chiến tranh thế giới thứ hai và sau đó, với những đóng góp cơ bản cho việc phá mật mã.

## Tiểu sử
Shannon sinh ra ở Petoskey, Michigan. Cha ông, Claude Sr (1862-1934), là một hậu duệ của những người định cư đầu tiên ở New Jersey, là một thương nhân tự gây dựng nên và có thời gian làm thẩm phán. Mẹ ông, Mabel Wolf Shannon (1890-1945), con gái của một người nhập cư Đức, là một giáo viên ngoại ngữ và có nhiều năm làm hiệu trưởng trường trung học phổ thông Gaylord, Michigan. Shannon sống 16 năm đầu tiên ở Gaylord, Michigan, theo học trường công ở đó, và tốt nghiệp trường trung học phổ thông Gaylord năm 1932.